# La Unión (Salta)
La Unión es una localidad argentina de la provincia de Salta, dentro del departamento Rivadavia.

## Población
Contaba con 1,283 habitantes (Indec, 2001), lo que representa un incremento del 75,5% frente a los 731 habitantes (Indec, 1991) del censo anterior.

## Sismicidad
La sismicidad del área de Salta es frecuente y de intensidad baja, y un silencio sísmico de terremotos medios a graves cada 40 años

## Parroquias de la Iglesia católica en La Unión
| Diócesis  | Nueva Orán                                         |
| --------- | -------------------------------------------------- |
| Parroquia | Nuestra Señora de la Merced y San Martín de Porres |